# Chardoniella gynoxidis
Chardoniella gynoxidis är en svampart som beskrevs av F. Kern 1939. Chardoniella gynoxidis ingår i släktet Chardoniella och familjen Pucciniosiraceae.   Inga underarter finns listade i Catalogue of Life.